# Édouard-Léon Scott de Martinville

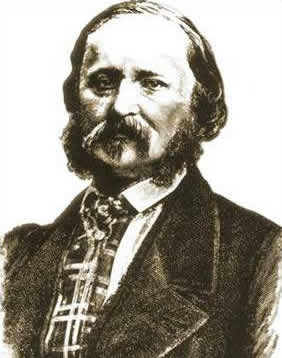

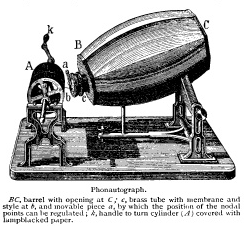
Rysunek fonautografu

Édouard-Léon Scott de Martinville (ur. 25 kwietnia 1817, zm. 26 kwietnia 1879) – francuski zecer i księgarz, twórca pierwszego znanego urządzenia do zapisu dźwięku, nazwanego przez niego fonautografem i opatentowanego we Francji 25 marca 1857 roku.
Scott był zafascynowany ideą graficznego utrwalenia dźwięku. W 1857 roku opracował wzorowane na błonie bębenkowej i kosteczkach słuchowych urządzenie, podobne częściowo do późniejszego fonografu Thomasa Edisona. Urządzenie składało się z tuby i membrany, która, pobudzona falami dźwiękowymi, drgała, co poruszało rylec dotykający do papierowego cylindra. Scott nie opracował natomiast metody odtwarzania swoich nagrań, ograniczając się do ich zapisu, który miał służyć do badań nad właściwościami fal dźwiękowych.
W 2007 roku grupa Amerykanów odnalazła w paryskich archiwach nagrania dźwięku wykonane przez Scotta, odtworzono je za pomocą oprogramowania komputerowego. Najstarszym odtworzonym fragmentem jest nagranie z 9 kwietnia 1860, na którym wynalazca śpiewa francuską piosenkę ludową Au clair de la lune, mon ami Pierrot.

## Publikacje
- Jugement d’un ouvrier sur les romans et les feuilletons à l’occasion de Ferrand et Mariette (1847)
- Histoire de la sténographie depuis les temps anciens jusqu'à nos jours (1849)
- Fixation graphique de la voix (1857)
- Les Noms de baptême et les prénoms (1857)
- Notice sur la vie et les travaux de M. Adolphe Noël Des Vergers
- Essai de classification méthodique et synoptique des romans de chevalerie inédits et publiés. Premier appendice au catalogue raisonné des livres de la bibliothèque de M. Ambroise Firmin-Didot (1870)
- Le Problème de la parole s'écrivant elle-même. La France, l’Amérique (1878)